# 8957 Koujounotsuki
8957 Koujounotsuki eller 1998 FM125 är en asteroid i huvudbältet som upptäcktes den 22 mars 1998 av den japanska astronomen Tsutomu Seki vid Geisei-observatoriet. Den är uppkallad efter den japanska melodin Kōjō no Tsuki.
Asteroiden har en diameter på ungefär 4 kilometer.